# Ferdinand Visart de Bocarmé
Ferdinand Visart de Bocarmé, né à Tournai le 11 juin 1788 et mort à Bury le 12 avril 1886, est un militaire et homme politique belge.

## Biographie
Gustave Visart de Bocarmé est le fils de Gustave Visart, comte de Bury et de Bocarmé, et de Marie Claire du Chasteler. Il épouse Marie-Clémence de Moucheron.

## Fonctions et mandats
- Membre de la Chambre des représentants de Belgique : 1848-1856
- Bourgmestre de Bury : 1836-1874

## Sources
- Paul VAN MOLLE, Het Belgisch Parlement, 1894-1972, Antwerpen, 1972.
- Oscar COOMANS DE BRACHÈNE, État présent de la noblesse belge, Annuaire 2000, Brussel, 2000.